# Mecanoo

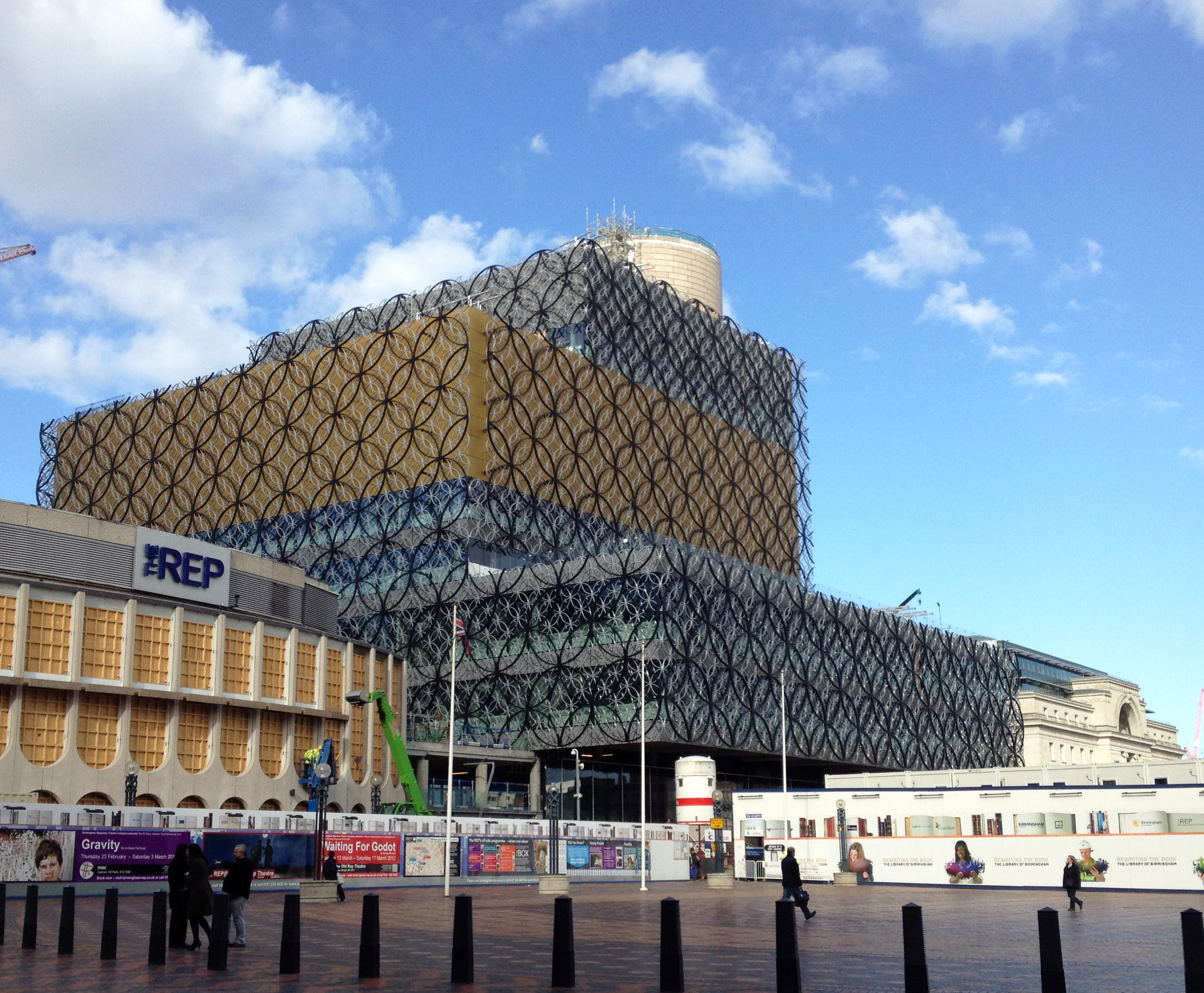
Biblioteca di Birmingham

Mecanoo è uno studio di architettura fondato a Delft nel 1984 dagli architetti Francine Houben, Henk Döll, Roelf Steenhuis, Erick van Egeraat e Chris de Weijer.
Gli aspetti caratteristici dei progetti dello studio sono le componenti tecniche e giocose, che si combinano negli ambiti architettonici e urbanistici  rivolgendo particolare attenzione al ruolo della luce e dei colori.

## Progettazioni di rilievo
Di seguito vengono elencate alcune opere progettate dallo studio:

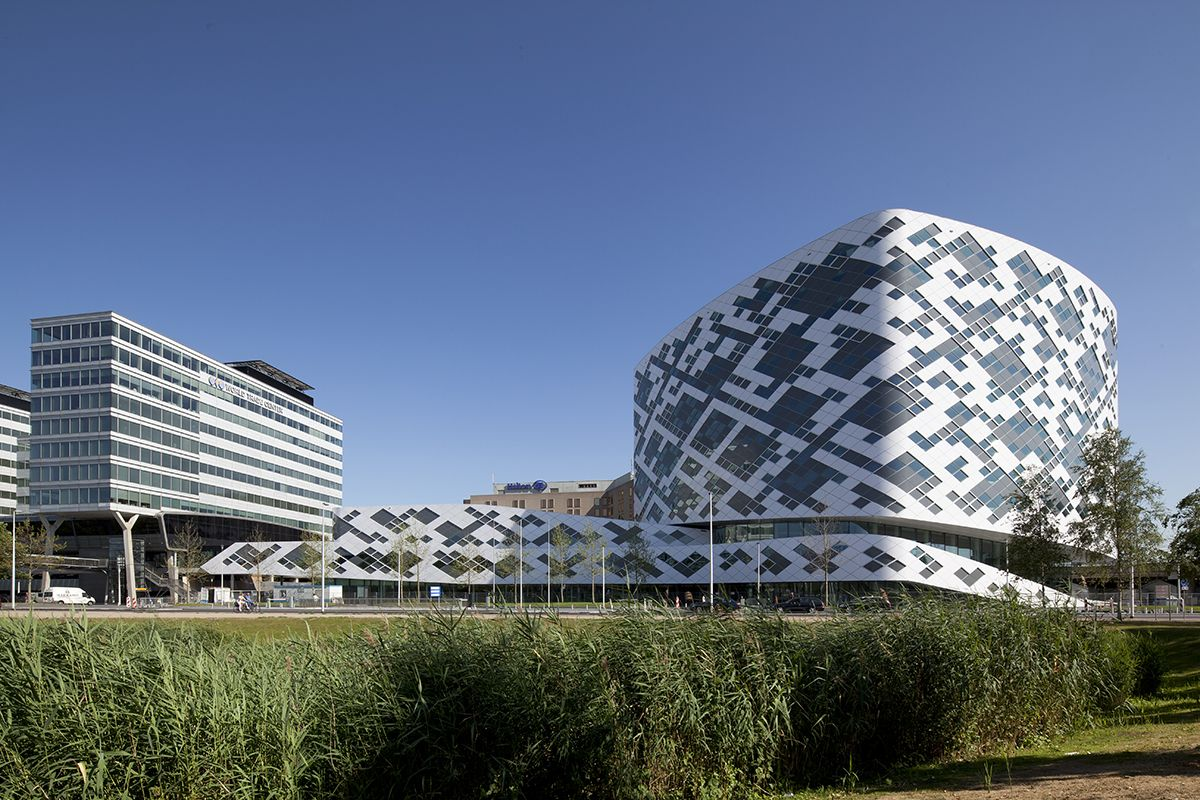
Aeroporto Hilton Amsterdam Schiphol

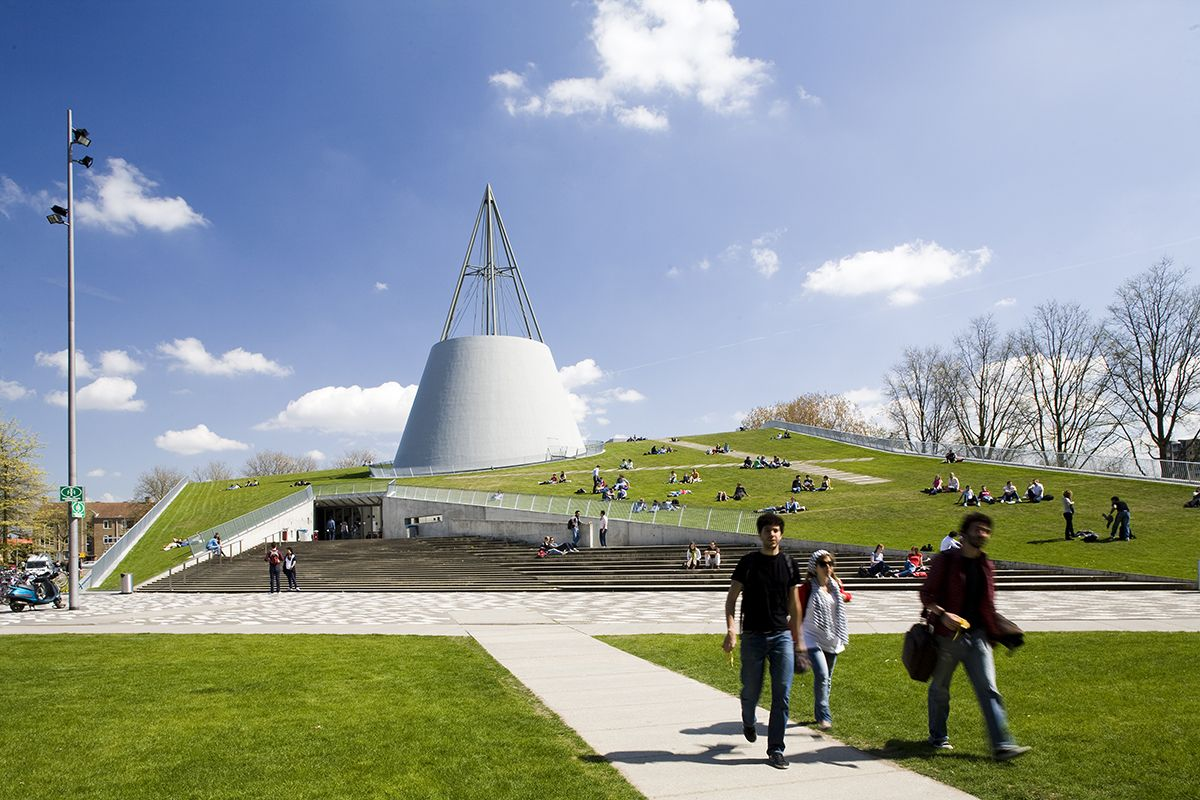
Biblioteca della Università tecnica di Delft.

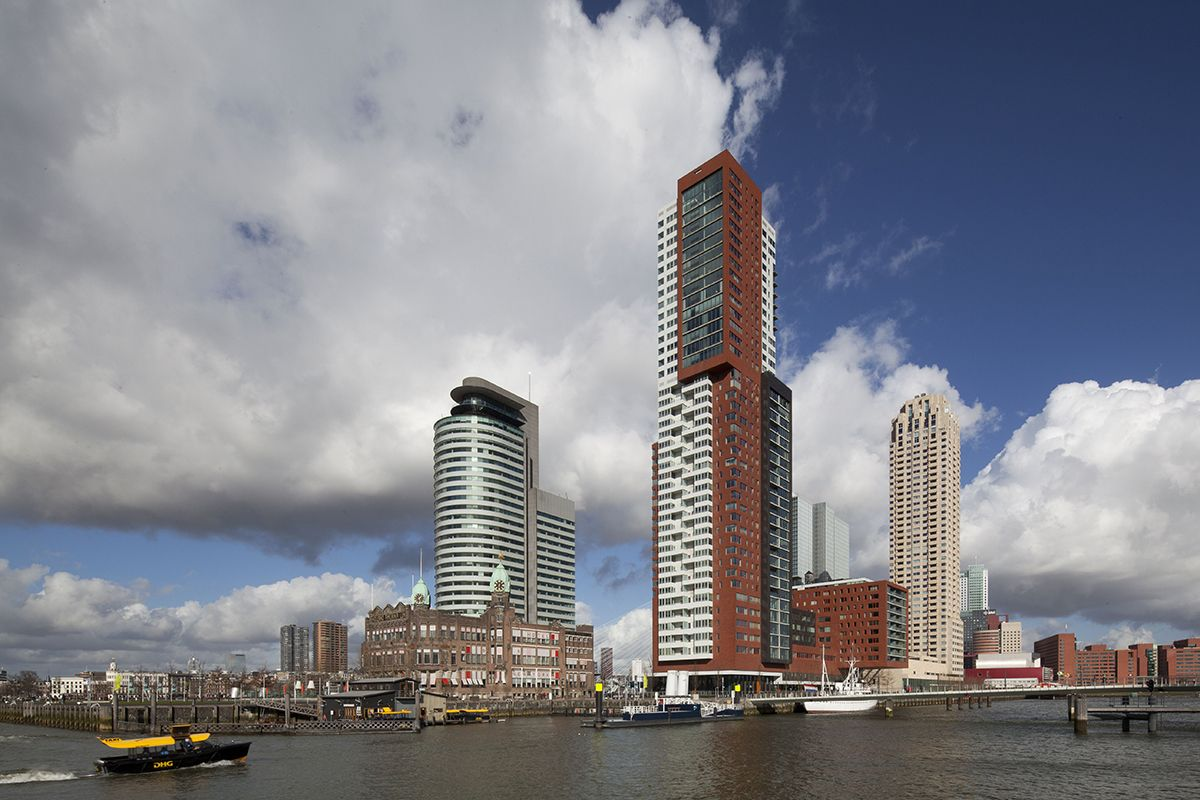
Torre residenziale a Rotterdam

- Biblioteca della Università tecnica di Delft, Delft (1993–1997)[1]
- Nederlands Openluchtmuseum, Arnhem, (1995–2000)[1]
- Torre Montevideo, Rotterdam (1999–2005)
- Da Vinci College, Learning Park, Dordrecht (2004–2007)
- FiftyTwoDegrees, Nijmegen (2001–2007)
- La Llotja - cinema e centro congressi, Lleida, Spagna (2005–2008)
- Cinema Amphion, Doetinchem, Paesi Bassi (2006–2009)
- Museo marittimo Kaap Skil, Texel, Paesi Bassi (2006-2012)
- Amsterdam University College, Amsterdam (2008-2012)
- Biblioteca di Birmingham, integrata con il Birmingham Repertory Theatre, Birmingham, Regno Unito (2008-2013)[5]
- HOME, Manchester, Regno Unito (2011-2015)
- Bruce C. Bolling Municipal Building (Boston, 2015)
- Stazione di Delft e uffici municipali, Delft (2015)
- Hilton Amsterdam Airport Schiphol, Amsterdam (2015)
- Taekwang Country Club Cafe, Gyeonggi-do, Corea del Sud (2015)
- Palazzo di Giustizia, Córdoba, Spagna (2017)
- Uffici comunali e stazione ferroviaria, Delft, Paesi Bassi (2015/2017)
- National Kaohsiung Center for the Arts, Kaohsiung (2018)
- Three Cultural Centers & One Book Mall, Shenzhen (2018)
- Martin Luther King Jr. Memorial Library, Washington D.C. (2020)
- Tainan Public Library, Tainan (2021)
- Biblioteca della Stavros Niarchos Foundation, New York (2021)
- KAMPUS, Manchester (2021)